# Ayuntamiento de Vilvestre
El Ayuntamiento de Vilvestre es la institución democrática que se encarga del gobierno de la villa y el municipio de Vilvestre, en la Provincia de Salamanca, España.
El consistorio está presidido por el alcalde de Vilvestre, que desde 1979 es elegido cada cuatro años por sufragio universal.
Actualmente ostenta dicho cargo Juan Ángel Gorjón Martín, de Alternativa por Vilvestre.

## Alcaldes
| Periodo   | Alcalde                    | Partido                           | Teniente de alcalde          |
| --------- | -------------------------- | --------------------------------- | ---------------------------- |
| 1979-1983 | Casimiro Hernández Calvo   | Unión de Centro Democrático (UCD) |                              |
| 1983-1987 | Casimiro Hernández Calvo   | Alianza Popular (AP)              |                              |
| 1987-1991 | Casimiro Hernández Calvo   | Alianza Popular (AP)              |                              |
| 1991-1995 | Casimiro Hernández Calvo   | Partido Popular (PP)              |                              |
| 1995-1999 | José Manuel Guarido Mateos | Partido Popular (PP)              | Manuel Domínguez Hernández   |
| 1999-2003 | José Manuel Guarido Mateos | Partido Popular (PP)              | Manuel Pérez Borja           |
| 2003-2007 | José Manuel Guarido Mateos | Partido Popular (PP)              | Manuel Domínguez Hernández   |
| 2007-2011 | Manuel Domínguez Hernández | Partido Popular (PP)              | Indalecio Pérez Peral        |
| 2011-2015 | Manuel Domínguez Hernández | Partido Popular (PP)              | José Ignacio García Calvo    |
| 2015-2019 | Manuel Domínguez Hernández | Partido Popular (PP)              | José Ignacio García Calvo    |
| 2019-2023 | Juan Ángel Gorjón Martín   | Alternativa por Vilvestre (AV)    | Beatriz Arjona Borja         |
| 2023-act. | Juan Ángel Gorjón Martín   | Alternativa por Vilvestre (AV)    | Francisco José Gorjón Pascua |

## Elecciones nunicipales desde 1979
En verde los mayores datos y en rojo los menores datos.

### Datos sobre las elecciones
| Datos de interés | Datos de interés     | Datos de interés   | Datos de interés | Datos de interés | Datos de interés | Datos de interés | Datos de interés | Datos de interés | Datos de interés | Datos de interés |
| Año              | Población de derecho | Censo de electores | Votantes         | Votantes         | Abstención       | Abstención       | Votos válidos    | Votos válidos    | Votos nulos      | Votos nulos      |
| Año              | Población de derecho | Censo de electores | N.º Electores    | % Electores      | N.º Electores    | % Electores      | Votos            | %                | Votos            | %                |
| ---------------- | -------------------- | ------------------ | ---------------- | ---------------- | ---------------- | ---------------- | ---------------- | ---------------- | ---------------- | ---------------- |
| 1979             | 802                  | 699                | 394              | 56,37            | 305              | 43,63            | 393              | 99,75            | 1                | 0,25             |
| 1983             | 750                  | 668                | 437              | 65,42            | 231              | 34,58            | 437              | 100              | 0                | 0                |
| 1987             | 748                  | 635                | 518              | 81,57            | 117              | 18,43            | 355              | 68,53            | 163              | 31,47            |
| 1991             | 748                  | 626                | 515              | 82,27            | 111              | 17,73            | 499              | 96,89            | 16               | 3,11             |
| 1995             | 675                  | 594                | 531              | 89,39            | 63               | 10,61            | 525              | 98,87            | 6                | 1,13             |
| 1999             | 626                  | 579                | 518              | 89,46            | 61               | 10,54            | 516              | 99,61            | 2                | 0,39             |
| 2003             | 587                  | 577                | 470              | 81,46            | 107              | 18,54            | 458              | 97,45            | 12               | 2,55             |
| 2007             | 534                  | 485                | 474              | 97,73            | 11               | 2,27             | 468              | 98,73            | 6                | 1,27             |
| 2011             | 487                  | 458                | 423              | 92,36            | 35               | 7,64             | 422              | 99,76            | 1                | 0,24             |
| 2015             | S/D                  | 429                | 368              | 85,78            | 61               | 14,22            | 364              | 98,81            | 4                | 1,09             |
| 2019             | S/D                  | 408                | 370              | 90,69            | 38               | 9,31             | 370              | 100              | 0                | 0                |
| 2023             | S/D                  | 376                | 321              | 85,37            | 55               | 14,63            | 313              | 97,51            | 8                | 2,49             |

↑ Datos de la web www.infoelectoral.mir.es del Ministerio del Interior de España
- Nota 1: En todas las elecciones celebradas en Vilvestre desde 1979 ha habido una mesa única.

### Resultados de las elecciones
En negrita los resultados del partido más votado y en cursiva los resultados del partido menos votado.
| Resultados de las elecciones municipales de Vilvestre desde 1987 hasta 2023 | Resultados de las elecciones municipales de Vilvestre desde 1987 hasta 2023 | Resultados de las elecciones municipales de Vilvestre desde 1987 hasta 2023 | Resultados de las elecciones municipales de Vilvestre desde 1987 hasta 2023 | Resultados de las elecciones municipales de Vilvestre desde 1987 hasta 2023 | Resultados de las elecciones municipales de Vilvestre desde 1987 hasta 2023 | Resultados de las elecciones municipales de Vilvestre desde 1987 hasta 2023 | Resultados de las elecciones municipales de Vilvestre desde 1987 hasta 2023 | Resultados de las elecciones municipales de Vilvestre desde 1987 hasta 2023 | Resultados de las elecciones municipales de Vilvestre desde 1987 hasta 2023 | Resultados de las elecciones municipales de Vilvestre desde 1987 hasta 2023 | Resultados de las elecciones municipales de Vilvestre desde 1987 hasta 2023 | Resultados de las elecciones municipales de Vilvestre desde 1987 hasta 2023 |
| --------------------------------------------------------------------------- | --------------------------------------------------------------------------- | --------------------------------------------------------------------------- | --------------------------------------------------------------------------- | --------------------------------------------------------------------------- | --------------------------------------------------------------------------- | --------------------------------------------------------------------------- | --------------------------------------------------------------------------- | --------------------------------------------------------------------------- | --------------------------------------------------------------------------- | --------------------------------------------------------------------------- | --------------------------------------------------------------------------- | --------------------------------------------------------------------------- |
| Partido →                                                                   | Partido →                                                                   | UCD                                                                         | AP                                                                          | PP                                                                          | PSOE                                                                        | URCL                                                                        | CAV                                                                         | UPSa                                                                        | SI                                                                          | Cs                                                                          | AV                                                                          | Votos en blanco                                                             |
| Año ↓                                                                       |                                                                             | UCD                                                                         | AP                                                                          | PP                                                                          | PSOE                                                                        | URCL                                                                        | CAV                                                                         | UPSa                                                                        | SI                                                                          | Cs                                                                          | AV                                                                          | Votos en blanco                                                             |
| 1979                                                                        | Votos                                                                       | 393                                                                         |                                                                             |                                                                             |                                                                             |                                                                             |                                                                             |                                                                             |                                                                             |                                                                             |                                                                             | 0                                                                           |
| 1979                                                                        | %                                                                           | 100                                                                         | 0                                                                           |                                                                             |                                                                             |                                                                             |                                                                             |                                                                             |                                                                             |                                                                             |                                                                             |                                                                             |
| 1979                                                                        | Concejales                                                                  | 7                                                                           |                                                                             |                                                                             |                                                                             |                                                                             |                                                                             |                                                                             |                                                                             |                                                                             |                                                                             |                                                                             |
| 1983                                                                        | Votos                                                                       |                                                                             | 437                                                                         | 0                                                                           |                                                                             |                                                                             |                                                                             |                                                                             |                                                                             |                                                                             |                                                                             |                                                                             |
| 1983                                                                        | %                                                                           | 100                                                                         | 0                                                                           |                                                                             |                                                                             |                                                                             |                                                                             |                                                                             |                                                                             |                                                                             |                                                                             |                                                                             |
| 1983                                                                        | Concejales                                                                  | 7                                                                           |                                                                             |                                                                             |                                                                             |                                                                             |                                                                             |                                                                             |                                                                             |                                                                             |                                                                             |                                                                             |
| 1987                                                                        | Votos                                                                       | 344                                                                         | 11                                                                          |                                                                             |                                                                             |                                                                             |                                                                             |                                                                             |                                                                             |                                                                             |                                                                             |                                                                             |
| 1987                                                                        | %                                                                           | 96,9                                                                        | 3,1                                                                         |                                                                             |                                                                             |                                                                             |                                                                             |                                                                             |                                                                             |                                                                             |                                                                             |                                                                             |
| 1987                                                                        | Concejales                                                                  | 7                                                                           |                                                                             |                                                                             |                                                                             |                                                                             |                                                                             |                                                                             |                                                                             |                                                                             |                                                                             |                                                                             |
| 1991                                                                        | Votos                                                                       |                                                                             | 394                                                                         | 96                                                                          | 9                                                                           |                                                                             |                                                                             |                                                                             |                                                                             |                                                                             |                                                                             |                                                                             |
| 1991                                                                        | %                                                                           | 78,96                                                                       | 19,24                                                                       | 1,8                                                                         |                                                                             |                                                                             |                                                                             |                                                                             |                                                                             |                                                                             |                                                                             |                                                                             |
| 1991                                                                        | Concejales                                                                  | 6                                                                           | 1                                                                           |                                                                             |                                                                             |                                                                             |                                                                             |                                                                             |                                                                             |                                                                             |                                                                             |                                                                             |
| 1995                                                                        | Votos                                                                       | 330                                                                         | 79                                                                          | 112                                                                         | 4                                                                           |                                                                             |                                                                             |                                                                             |                                                                             |                                                                             |                                                                             |                                                                             |
| 1995                                                                        | %                                                                           | 62,86                                                                       | 15,05                                                                       | 21,33                                                                       | 0,76                                                                        |                                                                             |                                                                             |                                                                             |                                                                             |                                                                             |                                                                             |                                                                             |
| 1995                                                                        | Concejales                                                                  | 5                                                                           | 1                                                                           | 1                                                                           |                                                                             |                                                                             |                                                                             |                                                                             |                                                                             |                                                                             |                                                                             |                                                                             |
| 1999                                                                        | Votos                                                                       | 353                                                                         | 15                                                                          |                                                                             | 145                                                                         | 3                                                                           |                                                                             |                                                                             |                                                                             |                                                                             |                                                                             |                                                                             |
| 1999                                                                        | %                                                                           | 68,41                                                                       | 2,91                                                                        | 28,1                                                                        | 0,58                                                                        |                                                                             |                                                                             |                                                                             |                                                                             |                                                                             |                                                                             |                                                                             |
| 1999                                                                        | Concejales                                                                  | 5                                                                           | 0                                                                           | 2                                                                           |                                                                             |                                                                             |                                                                             |                                                                             |                                                                             |                                                                             |                                                                             |                                                                             |
| 2003                                                                        | Votos                                                                       | 286                                                                         | 0                                                                           |                                                                             | 171                                                                         | 1                                                                           |                                                                             |                                                                             |                                                                             |                                                                             |                                                                             |                                                                             |
| 2003                                                                        | %                                                                           | 62,45                                                                       | 0                                                                           | 37,34                                                                       | 0,22                                                                        |                                                                             |                                                                             |                                                                             |                                                                             |                                                                             |                                                                             |                                                                             |
| 2003                                                                        | Concejales                                                                  | 4                                                                           | 0                                                                           | 3                                                                           |                                                                             |                                                                             |                                                                             |                                                                             |                                                                             |                                                                             |                                                                             |                                                                             |
| 2007                                                                        | Votos                                                                       | 228                                                                         | 48                                                                          | 192                                                                         | 0                                                                           |                                                                             |                                                                             |                                                                             |                                                                             |                                                                             |                                                                             |                                                                             |
| 2007                                                                        | %                                                                           | 48,72                                                                       | 10,26                                                                       | 41,03                                                                       | 0                                                                           |                                                                             |                                                                             |                                                                             |                                                                             |                                                                             |                                                                             |                                                                             |
| 2007                                                                        | Concejales                                                                  | 4                                                                           | 0                                                                           | 3                                                                           |                                                                             |                                                                             |                                                                             |                                                                             |                                                                             |                                                                             |                                                                             |                                                                             |
| 2011                                                                        | Votos                                                                       | 230                                                                         | 0                                                                           |                                                                             | 185                                                                         | 7                                                                           |                                                                             |                                                                             |                                                                             |                                                                             |                                                                             |                                                                             |
| 2011                                                                        | %                                                                           | 54,50                                                                       | 0                                                                           | 43,84                                                                       | 1,66                                                                        |                                                                             |                                                                             |                                                                             |                                                                             |                                                                             |                                                                             |                                                                             |
| 2011                                                                        | Concejales                                                                  | 4                                                                           | 0                                                                           | 3                                                                           |                                                                             |                                                                             |                                                                             |                                                                             |                                                                             |                                                                             |                                                                             |                                                                             |
| 2015                                                                        | Votos                                                                       | 186                                                                         | 4                                                                           |                                                                             | 173                                                                         | 1                                                                           |                                                                             |                                                                             |                                                                             |                                                                             |                                                                             |                                                                             |
| 2015                                                                        | %                                                                           | 51.10                                                                       | 1,10                                                                        | 47,53                                                                       | 0,27                                                                        |                                                                             |                                                                             |                                                                             |                                                                             |                                                                             |                                                                             |                                                                             |
| 2015                                                                        | Concejales                                                                  | 4                                                                           | 0                                                                           | 3                                                                           |                                                                             |                                                                             |                                                                             |                                                                             |                                                                             |                                                                             |                                                                             |                                                                             |
| 2019                                                                        | Votos                                                                       | 130                                                                         | 4                                                                           | 84                                                                          | 151                                                                         | 1                                                                           |                                                                             |                                                                             |                                                                             |                                                                             |                                                                             |                                                                             |
| 2019                                                                        | %                                                                           | 35,14                                                                       | 1,08                                                                        | 22,70                                                                       | 40,81                                                                       | 0,27                                                                        |                                                                             |                                                                             |                                                                             |                                                                             |                                                                             |                                                                             |
| 2019                                                                        | Concejales                                                                  | 3                                                                           | 0                                                                           | 1                                                                           | 3                                                                           |                                                                             |                                                                             |                                                                             |                                                                             |                                                                             |                                                                             |                                                                             |
| 2023                                                                        | Votos                                                                       | 93                                                                          | 4                                                                           |                                                                             | 216                                                                         |                                                                             |                                                                             |                                                                             |                                                                             |                                                                             |                                                                             |                                                                             |
| 2023                                                                        | %                                                                           | 29,71                                                                       | 1,29                                                                        | 69,00                                                                       | 0,00                                                                        |                                                                             |                                                                             |                                                                             |                                                                             |                                                                             |                                                                             |                                                                             |
| 2023                                                                        | Concejales                                                                  | 2                                                                           | 0                                                                           | 5                                                                           |                                                                             |                                                                             |                                                                             |                                                                             |                                                                             |                                                                             |                                                                             |                                                                             |

↑ Datos de la web www.infoelectoral.mir.es del Ministerio del Interior de España

## Corporación municipal

### 2023-2027
La corporación municipal que gobernará Vilvestre entre 2023 y 2027 fue elegida en las elecciones municipales celebradas el 28 de mayo de 2023, y consta de 7 miembros.
| Cargo               | Nombre                         | Partido |
| ------------------- | ------------------------------ | ------- |
| Alcalde             | Juan Ángel Gorjón Martín       | AV      |
| Teniente de alcalde | Francisco José Gorjón Pascua   | AV      |
| Concejal            | José Martín Fernández          | AV      |
| Concejal            | Diego Moisés Vacas Gorjón      | AV      |
| Concejal            | Inmaculada Sobrino Centeno     | AV      |
| Concejal            | Manuel Javier Fernández Gorjón | PP      |
| Concejal            | Héctor Domínguez Sánchez       | PP      |

#### Candidaturas a las elecciones municipales del año 2023[1]
| Alternativa por Vilvestre | Alternativa por Vilvestre        |
| Orden                     | Nombre y apellidos               |
| ------------------------- | -------------------------------- |
| 1                         | Juan Ángel Gorjón Martín         |
| 2                         | Francisco José Gorjón Pascua     |
| 3                         | José Martín Fernández            |
| 4                         | Diego Moisés Vacas Gorjón        |
| 5                         | Inmaculada Sobrino Centeno       |
| 6                         | Juan Francisco Holgado Hernández |
| 7                         | Andrés Gorjón Sánchez            |
| Suplentes                 |                                  |
| Orden                     | Nombre y apellidos               |
| 1                         | Beatriz Arjona Borja             |
| 2                         | Javier Gorjón Notario            |
| 3                         | José Ángel Vacas Martín          |
| 4                         | Juan Carlos González Rengel      |
| 5                         | David González Pérez             |

| Partido Popular | Partido Popular                |
| Orden           | Nombre y apellidos             |
| --------------- | ------------------------------ |
| 1               | Manuel Javier Fernández Gorjón |
| 2               | Héctor Domínguez Sanchez       |
| 3               | Esther Lorenzo Casado          |
| 4               | Óscar Fernández Peral          |
| 5               | Manuel García Notario          |
| 6               | Ana Belén González García      |
| 7               | Antonio Valeros Bueno          |
| Suplentes       |                                |
| Orden           | Nombre y apellidos             |
| 1               | Sebastián Sobrino Martín       |
| 2               | Francisco Gorjón Fernández     |

| Partido Socialista Obrero Español | Partido Socialista Obrero Español |
| Orden                             | Nombre y apellidos                |
| --------------------------------- | --------------------------------- |
| 1                                 | Pedro Hernández Iglesias          |
| 2                                 | José Briz Sánchez                 |
| 3                                 | Alejandro González Rengel         |
| 4                                 | María Teresa Rodríguez Martín     |
| 5                                 | Yasmin Sankar Pinget Batista      |
| 6                                 | María Magdalena Arnés Sánchez     |
| 7                                 | Sonia Hernández García            |

#### Reparto de puestos en la corporación municipal
La composición de la corporación municipal en las elecciones de 2023 se realiza en base al Sistema D'Hondt, con la variante aplicada en el sistema electoral español que determina que las candidaturas que no obtengan al menos un 5% de los votos no pueden obtener representación alguna.
|                             | AV             | PP            | PSOE |
| --------------------------- | -------------- | ------------- | ---- |
| Votos                       | 216            | 93            | 4    |
| %                           | 69,00          | 29,71         | 1,27 |
| Concejal 1                  | (216/1 =) 216  | (93/1 =) 93   |      |
| Concejal 2                  | (216/2 =) 108  | (93/1 =) 93   |      |
| Concejal 3                  | (216/3 =) 72   | (93/1 =) 93   |      |
| Concejal 4                  | (216/3 =) 72   | (93/2 =) 46,5 |      |
| Concejal 5                  | (216/4 =) 54   | (93/2 =) 46,5 |      |
| Concejal 6                  | (216/5 =) 43,2 | (93/2 =) 46,5 |      |
| Concejal 7                  | (216/5 =) 43,2 | (93/3 =) 31   |      |
| Total de concejales electos | 5              | 2             |      |
| % concejalías               | 71 %           | 29 %          |      |

### 2003-2007
La corporación municipal que gobernó Vilvestre entre 2003 y 2007 fue elegida en las elecciones municipales celebradas el 25 de mayo de 2003, y estuvo dirigida por el Popular José Manuel Guarido Mateos, y constó de 7 miembros, de los cuales cuatro pertenecían al Partido Popular y tres a Unión del Pueblo Salmantino.
| Cargo               | Nombre                          | Partido | Periodo   |
| ------------------- | ------------------------------- | ------- | --------- |
| Alcalde             | José Manuel Guarido Mateos      | PP      | 2003-2007 |
| Teniente de alcalde | Manuel Domínguez Hernández      | PP      | 2003-2007 |
| Concejal            | Juan García Gorjón              | PP      | 2003-2007 |
| Concejal            | Fernando Domínguez Domínguez    | PP      | 2003-2007 |
| Concejal            | Diego Moisés Vacas Gorjón       | UPSa    | 2003-2007 |
| Concejal            | José Vacas Martín               | UPSa    | 2003-2007 |
| Concejal            | María Jesús Fernández Gorjón(*) | UPSa    | 2003-2006 |
| Concejal            | Agustín Rengel Cenizo (*)       | UPSa    | 2006-2007 |

(*) A mitad de la legislatura María Jesús Fernández Gorjón renuncia a su acta de concejal ocupando su puesto en el Ayuntamiento de Vilvestre Agustín Rengel Cenizo.

#### Candidaturas a las elecciones municipales del año 2003[2]
En negrita aparecen los miembros de cada partido que han obtenido representación en el Ayuntamiento de Vilvestre tras los comicios del 25 de mayo de 2003.
| Partido Popular | Partido Popular                 |
| Orden           | Nombre y apellidos              |
| --------------- | ------------------------------- |
| 1               | José Manuel Guarido Mateos      |
| 2               | Manuel Domínguez Hernández      |
| 3               | Juan García Gorjón              |
| 4               | Fernando Domínguez Domínguez    |
| 5               | María Visitación Arroyo Notario |
| 6               | Francisco Gorjón Fernández      |
| 7               | Alfredo Peral Rengel            |
| Suplentes       |                                 |
| Orden           | Nombre y apellidos              |
| 1               | Manuel Peral Rengel             |
| 2               | José Pérez Martín               |

| Unión del Pueblo Salmantino | Unión del Pueblo Salmantino    |
| Orden                       | Nombre y apellidos             |
| --------------------------- | ------------------------------ |
| 1                           | Diego Moisés Vacas Gorjón      |
| 2                           | José Vacas Martín              |
| 3                           | María Jesús Fernández Gorjón   |
| 4                           | Agustín Rengel Cenizo          |
| 5                           | Juan García García             |
| 6                           | María Pilar Pérez Cid          |
| 7                           | Francisco Javier Martín Martín |
| Suplentes                   |                                |
| Orden                       | Nombre y apellidos             |
| 1                           | Domingo Notario González       |
| 2                           | José Afrodisio Martín Reyes    |

| Partido Socialista Obrero Español | Partido Socialista Obrero Español |
| Orden                             | Nombre y apellidos                |
| --------------------------------- | --------------------------------- |
| 1                                 | Antonio Traveso Rivero            |
| 2                                 | Sonia Martín del Campo            |
| 3                                 | María Tejedor González            |
| 4                                 | José García Morín                 |
| 5                                 | José Diego Martín                 |
| 6                                 | Soledad Castellanos Rivero        |
| 7                                 | Francisco Román López             |
| Suplentes                         |                                   |
| Orden                             | Nombre y apellidos                |
| 1                                 | María del Carmen Sánchez Martín   |

#### Reparto de puestos en la corporación municipal
La composición de la corporación municipal en las elecciones de 2003 se realiza en base al Sistema D'Hondt, con la variante aplicada en el sistema electoral español que determina que las candidaturas que no obtengan al menos un 5% de los votos no pueden obtener representación alguna.
|                             | PP              | UPSa           | PSOE |
| --------------------------- | --------------- | -------------- | ---- |
| Votos                       | 285*            | 171            | 0    |
| %                           | 62,45%          | 37,34%         | 0%   |
| Concejal 1                  | (285/1 =) 285   | (185/1 =) 171  |      |
| Concejal 2                  | (285/2 =) 142,5 | (171/1 =) 171  |      |
| Concejal 3                  | (285/2 =) 142,5 | (171/2 =) 85,5 |      |
| Concejal 4                  | (285/3 =) 95    | (171/2 =) 85,5 |      |
| Concejal 5                  | (285/4 =) 71,25 | (171/2 =) 85,5 |      |
| Concejal 6                  | (285/4 =) 71,25 | (171/3 =) 57   |      |
| Concejal 7                  | (285/5 =) 57    | (171/3 =) 57   |      |
| Total de concejales electos | 4               | 3              |      |
| % concejalías               | 57%             | 43%            |      |

- Al final le es anulado un voto al Partido Popular por la Junta Electoral respecto a los resultados iniciales tras el recuento de votos.

### 2007-2011
La corporación municipal que gobernó Vilvestre entre 2007 y 2011 fue elegida en las elecciones municipales celebradas el 27 de mayo de 2007, y estuvo dirigida por el Popular Manuel Domínguez Hernández, y constó de 7 miembros, de los cuales cuatro pertenecían al Partido Popular y tres a Unión del Pueblo Salmantino.
| Cargo               | Nombre                          | Partido | Periodo   |
| ------------------- | ------------------------------- | ------- | --------- |
| Alcalde             | Manuel Domínguez Hernández      | PP      | 2007-2011 |
| Teniente de alcalde | Indalecio Pérez Peral           | PP      | 2007-2011 |
| Concejal            | Luis Fernández Cenizo           | PP      | 2007-2011 |
| Concejal            | Fernando Domínguez Domínguez    | PP      | 2007-2011 |
| Concejal            | Diego Moisés Vacas Gorjón       | UPSa    | 2007-2011 |
| Concejal            | José Vacas Martín               | UPSa    | 2007-2011 |
| Concejal            | María Del Rosario Prieto Campal | UPSa    | 2007-2011 |

#### Candidaturas a las elecciones municipales del año 2007[3]
En negrita aparecen los miembros de cada partido que han obtenido representación en el Ayuntamiento de Vilvestre tras los comicios del 27 de mayo de 2007.
| Partido Popular | Partido Popular                  |
| Orden           | Nombre y apellidos               |
| --------------- | -------------------------------- |
| 1               | Manuel Domínguez Hernández       |
| 2               | Indalecio Pérez Peral            |
| 3               | Luis Fernández Cenizo            |
| 4               | Fernando Domínguez Domínguez     |
| 5               | Francisco Javier Fuentes Borja   |
| 6               | Francisco Gorjón Fernández       |
| 7               | Juan Francisco Holgado Hernández |
| Suplentes       |                                  |
| Orden           | Nombre y apellidos               |
| 1               | Juan García Gorjón               |
| 2               | Manuel García Notario            |
| 3               | Óscar Fernández Peral            |

| Unión del Pueblo Salmantino | Unión del Pueblo Salmantino      |
| Orden                       | Nombre y apellidos               |
| --------------------------- | -------------------------------- |
| 1                           | Diego Moisés Vacas Gorjón        |
| 2                           | José Vacas Martín                |
| 3                           | María del Rosario Prieto Campal  |
| 4                           | Teófilo Gorjón Notario           |
| 5                           | Agustín Rengel Cenizo            |
| 6                           | Beatriz Gorjón Martín            |
| 7                           | José Afrodisio Martín Reyes      |
| Suplentes                   |                                  |
| Orden                       | Nombre y apellidos               |
| 1                           | Manuel Francisco González Rengel |
| 2                           | Francisco Javier Martín Martín   |
| 3                           | Tomas García García              |

| Partido Socialista Obrero Español | Partido Socialista Obrero Español   |
| Orden                             | Nombre y apellidos                  |
| --------------------------------- | ----------------------------------- |
| 1                                 | Isabel Sobrino Fernández            |
| 2                                 | María Pilar Pérez Cid               |
| 3                                 | Manuel González Pérez               |
| 4                                 | Juan García Notario                 |
| 5                                 | María Felicidad Sevillano Rodríguez |
| 6                                 | María Rodríguez Gorjón              |
| 7                                 | David Martín Martins                |
| 8                                 | Patrocinio Diez Madrid              |

#### Reparto de puestos en la corporación municipal
La composición de la corporación municipal en las elecciones de 2007 se realiza en base al Sistema D'Hondt, con la variante aplicada en el sistema electoral español que determina que las candidaturas que no obtengan al menos un 5% de los votos no pueden obtener representación alguna.
|                             | PP            | SI            | PSOE        |
| --------------------------- | ------------- | ------------- | ----------- |
| Votos                       | 228           | 192           | 48          |
| %                           | 48,72%        | 41,03%        | 10,26%      |
| Concejal 1                  | (228/1 =) 228 | (192/1 =) 192 | (48/1 =) 48 |
| Concejal 2                  | (228/2 =) 114 | (192/1 =) 192 | (48/1 =) 48 |
| Concejal 3                  | (228/2 =) 114 | (192/2 =) 96  | (48/1 =) 48 |
| Concejal 4                  | (228/3 =) 76  | (192/2 =) 96  | (48/1 =) 48 |
| Concejal 5                  | (228/3 =) 76  | (192/3 =) 64  | (48/1 =) 48 |
| Concejal 6                  | (228/4 =) 57  | (192/3 =) 64  | (48/1 =) 48 |
| Concejal 7                  | (228/4 =) 57  | (192/4 =) 48  | (48/1 =) 48 |
| Total de concejales electos | 4             | 3             | 0           |
| % concejalías               | 57%           | 43%           | 0%          |

### 2011-2015
La corporación municipal que gobernó Vilvestre entre 2011 y 2015, fue elegida en las elecciones municipales celebradas el 22 de mayo de 2011, tomando posesión de sus cargos el día 11 de junio de 2011, y está dirigida por segunda legislatura consecutiva por el Popular Manuel Domínguez Hernández, y consta de 7 miembros, de los cuales cuatro pertenecen al Partido Popular y tres a Coalición SI por Salamanca.
| Cargo               | Nombre                        | Partido | Periodo   |
| ------------------- | ----------------------------- | ------- | --------- |
| Alcalde             | Manuel Domínguez Hernández    | PP      | 2011-2015 |
| Teniente de alcalde | José Ignacio García Calvo     | PP      | 2011-2015 |
| Concejal            | Franciso Javier Fuentes Borja | PP      | 2011-2015 |
| Concejal            | Fernando Domínguez Domínguez  | PP      | 2011-2015 |
| Concejal            | Hipólito Gorjón Lorenzo       | SI      | 2011-2015 |
| Concejal            | Diego Moisés Vacas Gorjón     | SI      | 2011-2015 |
| Concejal            | Víctor Manuel Soriano Abejaro | SI      | 2011-2015 |

#### Candidaturas a las elecciones municipales de 2011[4]
A continuación se muestran las listas presentadas a las elecciones municipales de 2011, y en negrita aparecen los miembros de cada partido que han obtenido representación en el Ayuntamiento de Vilvestre tras los comicios del 22 de mayo de 2011.
| Partido Popular | Partido Popular                  |
| Orden           | Nombre y apellidos               |
| --------------- | -------------------------------- |
| 1               | Manuel Domínguez Hernández       |
| 2               | José Ignacio García Calvo        |
| 3               | Francisco Javier Fuentes Borja   |
| 4               | Fernando Domínguez Domínguez     |
| 5               | Juan Ángel Gorjón Martín         |
| 6               | Francisco Gorjón Fernández       |
| 7               | Óscar Fernández Peral            |
| Suplentes       |                                  |
| Orden           | Nombre y apellidos               |
| 1               | Manuel García Notario            |
| 2               | Isabel Sobrino Fernández         |
| 3               | Juan Francisco Holgado Hernández |

| Coalición SI por Salamanca  | Coalición SI por Salamanca    |
| Unión del Pueblo Salmantino | Unión del Pueblo Salmantino   |
| Orden                       | Nombre y apellidos            |
| --------------------------- | ----------------------------- |
| 1                           | Hipólito Gorjón Lorenzo       |
| 2                           | Diego Moisés Vacas Gorjón     |
| 3                           | Víctor Manuel Soriano Abejaro |
| 4                           | María Mercedes Agudo Honorato |
| 5                           | Fernando Borja Sánchez        |
| 6                           | Agustín Rengel Cenizo         |
| 7                           | María Jesús García Notario    |
| Suplentes                   |                               |
| Orden                       | Nombre y apellidos            |
| 1                           | Almudena Martín Martín        |
| 2                           | Pablo Sánchez González        |
| 3                           | José Gorjón Martín            |

| Partido Socialista Obrero Español | Partido Socialista Obrero Español |
| Orden                             | Nombre y apellidos                |
| --------------------------------- | --------------------------------- |
| 1                                 | Roberto Montes García             |
| 2                                 | Juan Carlos Garavis González      |
| 3                                 | María de las Nieves Romo Maillo   |
| 4                                 | Jesús Gómez Sánchez               |
| 5                                 | Agustín Navarro Herrera           |
| 6                                 | José María Nieto Martín           |
| 7                                 | Blanca Lorenzo Larx               |

#### Reparto de puestos en la corporación municipal
La composición de la corporación municipal en las elecciones de 2011 se realiza en base al Sistema D'Hondt, con la variante aplicada en el sistema electoral español que determina que las candidaturas que no obtengan al menos un 5% de los votos no pueden obtener representación alguna.
|                             | PP              | SI              | PSOE |
| --------------------------- | --------------- | --------------- | ---- |
| Votos                       | 230             | 185             | 0    |
| %                           | 54,50%          | 43,84%          | 0%   |
| Concejal 1                  | (230/1 =) 230   | (185/1 =) 185   |      |
| Concejal 2                  | (230/2 =) 115   | (185/1 =) 185   |      |
| Concejal 3                  | (230/2 =) 115   | (185/2 =) 92,5  |      |
| Concejal 4                  | (230/3 =) 76,67 | (185/2 =) 92,5  |      |
| Concejal 5                  | (230/3 =) 76,67 | (185/3 =) 61,67 |      |
| Concejal 6                  | (230/4 =) 57,5  | (185/3 =) 61,67 |      |
| Concejal 7                  | (230/4 =) 57,5  | (185/4 =) 46,25 |      |
| Total de concejales electos | 4               | 3               |      |
| % concejalías               | 57%             | 43%             |      |

### 2015-2019
La corporación municipal que gobernó Vilvestre entre 2015 y 2019 fue elegida en las elecciones municipales celebradas el 24 de mayo de 2015, y constó de 7 miembros.
| Cargo               | Nombre                        | Partido     | Periodo   |
| ------------------- | ----------------------------- | ----------- | --------- |
| Alcalde             | Manuel Domínguez Hernández    | PP          | 2015-2019 |
| Teniente de alcalde | José Ignacio García Calvo     | PP          | 2015-2019 |
| Concejal            | Juan Ángel Gorjón Martín (*)  | PP          | 2015-2017 |
| Concejal            | Juan Ángel Gorjón Martín (*)  | Grupo Mixto | 2018-2019 |
| Concejal            | Manuela Rengel Pérez          | PP          | 2015-2019 |
| Concejal            | Diego Moisés Vacas Gorjón     | Cs          | 2015-2019 |
| Concejal            | Hipólito Gorjón Lorenzo       | Cs          | 2015-2019 |
| Concejal            | Carmen Esther Peramato Camaño | Cs          | 2015-2019 |

(*) En el año 2018 Juan Ángel Gorjón Martín abandona el Grupo Popular para pasar al Grupo Mixto.

#### Candidaturas a las elecciones municipales del año 2015[5]
| Partido Popular | Partido Popular                  |
| Orden           | Nombre y apellidos               |
| --------------- | -------------------------------- |
| 1               | Manuel Domínguez Hernández       |
| 2               | José Ignacio García Calvo        |
| 3               | Juan Ángel Gorjón Martín         |
| 4               | Manuela Rengel Pérez             |
| 5               | Juan Francisco Holgado Hernández |
| 6               | Rebeca Reyes Pérez               |
| 7               | Fernando Domínguez Domínguez     |
| Suplentes       |                                  |
| Orden           | Nombre y apellidos               |
| 1               | Francisco Javier Fuentes Borja   |
| 2               | Manuel García Notario            |
| 3               | Óscar Fernández Peral            |
| 4               | Francisco Gorjón Fernández       |

| Ciudadanos - Partido de la Ciudadanía | Ciudadanos - Partido de la Ciudadanía |
| Orden                                 | Nombre y apellidos                    |
| ------------------------------------- | ------------------------------------- |
| 1                                     | Diego Moisés Vacas Gorjón             |
| 2                                     | Hipólito Gorjón Lorenzo               |
| 3                                     | Carmen Esther Peramato Camaño         |
| 4                                     | Teófilo Gorjón Notario                |
| 5                                     | María de la Luz García Agudo          |
| 6                                     | Manuela Martín Martín                 |
| 7                                     | Fernando Borja Sánchez                |
| Suplentes                             |                                       |
| Orden                                 | Nombre y apellidos                    |
| 1                                     | Francisco García Notario              |
| 2                                     | Almudena Martín Martín                |
| 3                                     | Francisco Javier Martín Martín        |

| Partido Socialista Obrero Español | Partido Socialista Obrero Español |
| Orden                             | Nombre y apellidos                |
| --------------------------------- | --------------------------------- |
| 1                                 | Teodoro Lozano Nicolás            |
| 2                                 | Daniel Gonzalo Salinero           |
| 3                                 | Juan José Rodrigo Riesco          |
| 4                                 | Francisco Martín Sánchez          |
| 5                                 | María Belén Sánchez López         |
| 6                                 | Pablo García Marcos               |
| 7                                 | María Teodora Ruano Sanchón       |

#### Reparto de puestos en la corporación municipal
La composición de la corporación municipal en las elecciones de 2015 se realiza en base al Sistema D'Hondt, con la variante aplicada en el sistema electoral español que determina que las candidaturas que no obtengan al menos un 5% de los votos no pueden obtener representación alguna.
|                             | PP             | Cs              | PSOE |
| --------------------------- | -------------- | --------------- | ---- |
| Votos                       | 186            | 173             | 4    |
| %                           | 51,10          | 47,53           | 1,10 |
| Concejal 1                  | (186/1 =) 186  | (173/1 =) 173   |      |
| Concejal 2                  | (186/2 =) 93   | (173/1 =) 173   |      |
| Concejal 3                  | (186/2 =) 93   | (173/2 =) 86,5  |      |
| Concejal 4                  | (186/3 =) 62   | (173/2 =) 86,5  |      |
| Concejal 5                  | (186/3 =) 62   | (173/3 =) 57,67 |      |
| Concejal 6                  | (186/4 =) 46,5 | (173/3 =) 57,67 |      |
| Concejal 7                  | (186/4 =) 46,5 | (173/4 =) 43,25 |      |
| Total de concejales electos | 4              | 3               |      |
| % concejalías               | 57 %           | 43 %            |      |

### 2019-2023
La corporación municipal de Vilvestre que gobernará Vilvestre entre 2019 y 2023 fue elegida en las elecciones municipales celebradas el 26 de mayo de 2019, y constará de 7 miembros.
| Cargo               | Nombre                         | Partido | Periodo   |
| ------------------- | ------------------------------ | ------- | --------- |
| Alcalde             | Juan Ángel Gorjón Martín       | AV      | 2019-2023 |
| Teniente de alcalde | Beatriz Arjona Borja           | AV      | 2019-2023 |
| Concejal            | Javier Gorjón Notario          | AV      | 2019-2023 |
| Concejal            | Manuel Domínguez Hernández     | PP      | 2019-2023 |
| Concejal            | Manuela Rengel Pérez †         | PP      | 2019-2022 |
| Concejal            | Manuel Javier Fernández Gorjón | PP      | 2019-2023 |
| Concejal            | Esther Lorenzo Casado (*)      | PP      | 2022-2023 |
| Concejal            | Diego Moisés Vacas Gorjón      | Cs      | 2019-2023 |

(*) En 2022 Esther Lorenzo Casado toma posesión del acta de concejal, tras el fallecimiento de la concejal Manuela Rengel Pérez.

#### Candidaturas a las elecciones municipales del año 2019[6]
| Alternativa por Vilvestre | Alternativa por Vilvestre    |
| Orden                     | Nombre y apellidos           |
| ------------------------- | ---------------------------- |
| 1                         | Juan Ángel Gorjón Martín     |
| 2                         | Beatriz Arjona Borja         |
| 3                         | Javier Gorjón Notario        |
| 4                         | José Ángel Vacas Martín      |
| 5                         | José Ramón Mesa Alonso       |
| 6                         | Andrés Gorjón Sánchez        |
| 7                         | Manuel Sobrino González      |
| Suplentes                 |                              |
| Orden                     | Nombre y apellidos           |
| 1                         | Noelia Sánchez Sevillano     |
| 2                         | Daniel Holgado Gorjón        |
| 3                         | Antonio Manuel Castro Martín |

| Partido Popular | Partido Popular                |
| Orden           | Nombre y apellidos             |
| --------------- | ------------------------------ |
| 1               | Manuel Domínguez Hernández     |
| 2               | Manuela Rengel Pérez           |
| 3               | Manuel Javier Fernández Gorjón |
| 4               | Esther Lorenzo Casado          |
| 5               | Fernando Domínguez Domínguez   |
| 6               | Manuel García Notario          |
| 7               | Francisco Gorjón Fernández     |
| Suplentes       |                                |
| Orden           | Nombre y apellidos             |
| 1               | José Ignacio García Calvo      |
| 2               | Rebeca Reyes Pérez             |
| 3               | Sebastián Sobrino Martín       |

| Ciudadanos - Partido de la Ciudadanía | Ciudadanos - Partido de la Ciudadanía |
| Orden                                 | Nombre y apellidos                    |
| ------------------------------------- | ------------------------------------- |
| 1                                     | Diego Moisés Vacas Gorjón             |
| 2                                     | Carmen Esther Peramato Camaño         |
| 3                                     | Manuel Rengel Fernández               |
| 4                                     | Hipólito Gorjón Lorenzo               |
| 5                                     | Alicia Valeros Vacas                  |
| 6                                     | Fernando Borja Sánchez                |
| 7                                     | José Fuentes Martín                   |

| Partido Socialista Obrero Español | Partido Socialista Obrero Español |
| Orden                             | Nombre y apellidos                |
| --------------------------------- | --------------------------------- |
| 1                                 | Faustino Gorjón Notario           |
| 2                                 | José Borja Sánchez                |
| 3                                 | María Rosario Alfonso Núñez       |
| 4                                 | Ángel Corral Pereña               |
| 5                                 | Juan José Frutos Bautista         |
| 6                                 | Juan Agustín Gallego García       |
| 7                                 | Juan Miguel Pata Díez             |

#### Reparto de puestos en la corporación municipal
La composición de la corporación municipal en las elecciones de 2019 se realiza en base al Sistema D'Hondt, con la variante aplicada en el sistema electoral español que determina que las candidaturas que no obtengan al menos un 5% de los votos no pueden obtener representación alguna.
|                             | AV              | PP              | Cs          | PSOE |
| --------------------------- | --------------- | --------------- | ----------- | ---- |
| Votos                       | 151             | 130             | 84          | 4    |
| %                           | 40,81           | 35,14           | 22,70       | 1,08 |
| Concejal 1                  | (151/1 =) 151   | (130/1 =) 130   | (84/1 =) 84 |      |
| Concejal 2                  | (151/2 =) 75,5  | (130/1 =) 130   | (84/1 =) 84 |      |
| Concejal 3                  | (151/2 =) 75,5  | (130/2 =) 65    | (84/1 =) 84 |      |
| Concejal 4                  | (151/2 =) 75,5  | (130/2 =) 65    | (84/2 =) 42 |      |
| Concejal 5                  | (151/3 =) 50,33 | (130/2 =) 65    | (84/2 =) 42 |      |
| Concejal 6                  | (151/3 =) 50,33 | (130/3 =) 43,33 | (84/2 =) 42 |      |
| Concejal 7                  | (151/4 =) 37,75 | (130/3 =) 43,33 | (84/2 =) 42 |      |
| Total de concejales electos | 3               | 3               | 1           |      |
| % concejalías               | 43 %            | 43 %            | 14 %        |      |

## Infraestructuras municipales
- Museo-Biblioteca "Casa de los Frailes"
- La Barca
- VLV-303 Carretera del Molino de abajo a Fuentechafarra
- VLV-424 Carretera de Vilvestre a La Barca
- CM-VI-1 Carretera de Vilvestre a Cerezal de Peñahorcada

## Evolución de la deuda viva municipal
El concepto de deuda viva contempla sólo las deudas con cajas y bancos relativas a créditos financieros, valores de renta fija y préstamos o créditos transferidos a terceros, excluyéndose, por tanto, la deuda comercial.
| Gráfica de evolución de la deuda viva del Ayuntamiento entre 2008 y 2023                            |
| |
| Deuda viva del Ayuntamiento de Vilvestre, en miles de euros, según datos del Ministerio de Hacienda |